# Matthew Daddario

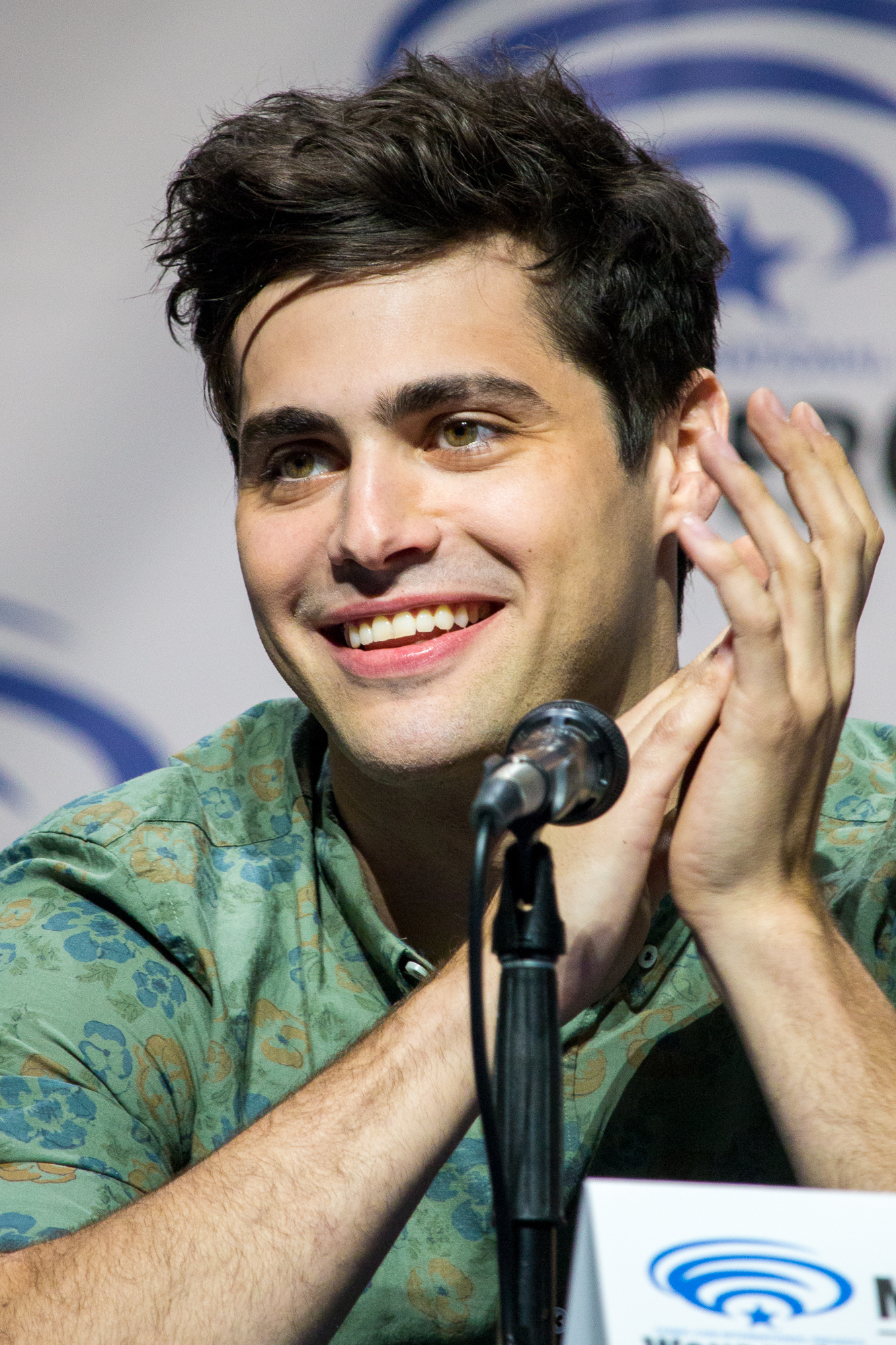
Matthew Daddario, 2016

Matthew Quincy Daddario (* 1. Oktober 1987 in New York City, New York) ist ein US-amerikanischer Schauspieler.

## Leben
Matthew Daddario wurde im Oktober 1987 in New York City geboren. Er ist der Sohn Christinas, einer Anwältin, und Richard Daddarios, eines Staatsanwalts und früheren Leiters der Anti-Terror-Einheit des NYPD unter Bürgermeister Michael Bloomberg. Er ist der jüngere Bruder von Alexandra Daddario, die durch ihre Rolle in den Percy-Jackson-Filmen bekannt wurde. Sie haben eine jüngere Schwester, Catharine Daddario.
Er ist in New York City aufgewachsen, wo er The Collegiate School besuchte, bevor er begann Business an der Indiana University in Bloomington (IN) zu studieren. Er schloss sein Studium 2010 ab, danach begann er Schauspiel zu studieren und für Rollen vorzusprechen.
Sein Großvater väterlicherseits war Emilio Q. Daddario, ein demokratischer Abgeordneter des Repräsentantenhaus der Vereinigten Staaten für den Staat Connecticut von 1959 bis 1971. Er hat italienische, irische, tschechische und britische Vorfahren. Matthew heiratete Esther Kim, mit der er mehrere Jahre liiert war, im Dezember 2017.

## Filmografie
- 2012: The Debut (Kurzfilm)
- 2013: Breathe In
- 2013: 36 Saints
- 2013: Der Lieferheld – Unverhofft kommt oft (Delivery Man)
- 2014: Growing Up and Other Lies
- 2014: When the Game Stands Tall
- 2015: Naomi & Ely – Die Liebe, die Freundschaft und alles dazwischen (Naomi and Ely’s No Kiss List)
- 2015: Cabin Fever: Reboot
- 2016–2019: Shadowhunters (Fernsehserie)
- 2020: Tommy (Fernsehserie, Folge 5 Wie du mir, so ich dir)
- 2021: Versuchung – Wie weit gehst du? (Trust)
- 2021: Why Women Kill (Fernsehserie, Staffel 2)
- 2021: Wild Game
- 2022: Into the Deep